# ハッピーフッカー/陽気な娼婦
『ハッピーフッカー/陽気な娼婦』（The Happy Hooker）は、ニコラス・スガロ監督、リン・レッドグレイヴ主演の1975年のアメリカ合衆国の伝記コメディ映画。ザヴィエラ・ホランダーのベストセラー回顧録をもとに脚色された。

## ストーリー
娼婦の一群がニューヨークで逮捕され、その内の1人オランダ人のザヴィエラ・ホランダーの人生のフラッシュバックが始まる。彼女は南アフリカに妹を訪ねている時に出会って将来を誓い合った、カールと結婚することを期待してニューヨークに移り住んだ。
ザヴィエラはカールが飛行機から荷物を降ろすのを手伝わなかったり、朝の日課と準備がどんどん冗長になるのを見たりして、彼が思っていたような男ではなかったのではと心配になった。彼の母親が夕食時に彼女を侮辱したときに疑いは決定的となった。ザヴィエラは彼に彼女か母親のどちらを選ぶのか詰め寄り、そして彼は母親を選んだ。
ザヴィエラはオランダ大使館で翻訳・秘書の仕事を見つけた。彼女はフランス人のイヴにデートを申し込まれ、彼とその贅沢なライフスタイルに触れてすぐに恋に落ちた。イヴは大企業や小さな国のコンサルタントとして小規模の財産を築いていた。
イヴは中東の国王に招かれたので、去らなければならないと告げ、ザヴィエラは泣き崩れる。彼は現金が入った大きな封筒を彼女に手渡す。彼女は自身が娼婦であるかのように感じるが、セックスとお金が大好きなので、これが自分の人生の使命なのかも知れないと気付く。彼女はイブの友人達と会い始める。
ザビエラは娼婦として成功したが、彼女の金を巻き上げてレイプしようとする腐敗した警察官に強請られる。彼に金を渡す代わりに50/50の分け前を提供するマダムと共に地元の売春宿で働き始めた。ザヴィエラは自分ならもっとうまくやれると判断し、10ブロック離れた場所に自身の売春宿を開くために飛び出した。しばらくすると彼女はニューヨーク市で最も成功したマダムになり、以前に世話になったマダムのビジネスも買収した。
件の腐敗した警官が襲撃を扇動した。彼女を刑務所に送るまでは全てが相手の思惑通りであった。ザビエラの弁護士は彼女を刑務所から救い出し、モントリオールから来た彼の友人と共に手筈を整えた。

## 主なキャスト
| 俳優                       | 役名                    |
| -------------------------- | ----------------------- |
| リン・レッドグレイヴ       | ザヴィエラ・ホランダー  |
| ジャン＝ピエール・オーモン | イヴ・サン・ジャック    |
| トム・ポストン             | J・アーサー・コンラッド |
| ラブラディ・パウエル       | マドレーヌ              |
| ニコラス・プライアー       | カール・ゴードン        |
| エリザベス・ウィルソン     | ゴードン夫人            |
| コンラッド・ジャニス       | フレッド                |
| リチャード・リンチ         | 警官                    |
| ヴィンセント・スキャヴェリ | 少将                    |
| アニタ・モリス             | メイ・スミス            |

## 評価
ニューヨーク・タイムズのヴィンセント・キャンビーはこの映画を楽しんだ。

この映画は、成功のチャンスを望める土地における貪欲と色情を描いた、陽気で不道徳なニューヨークのコメディである...そんなありそうもないテーマから派生した『ハッピーフッカー/陽気な娼婦』は2重に驚くべき作品であり、気の利いた作品である。

一方、シカゴ・サンタイムズのロジャー・イーバートは、4つ星のうち1つ星のみと言う辛い評価を付けた。

ホレイショ・アルジャーが今日生きていたら、間違いなく『ハッピー・フッカー』にぞっとしたであろう。順調に人生を歩み始めた少女の物語、しかし勇気と忍耐によって暗転していく...これらのすべてが何を証明しているのか、私には分らない。